# Pristacrus
Pristacrus is een geslacht van kevers uit de familie van de loopkevers (Carabidae). De wetenschappelijke naam van het geslacht is voor het eerst geldig gepubliceerd in 1869 door Chaudoir.

## Soorten
Het geslacht Pristacrus omvat de volgende soorten:
- Pristacrus binotatus (Klug, 1833)
- Pristacrus laticollis (Gory & Castelnau, 1837)
- Pristacrus rotundatus (Fairmaire, 1892)
- Pristacrus semipiceus (Fairmaire, 1888)